# Kostel svatého Klimenta (Odolena Voda)
Kostel svatého Klimenta v Odolena Vodě je barokní římskokatolický farní kostel v obci Odolena Voda, v okrese Praha-východ Středočeského kraje.

## Historie

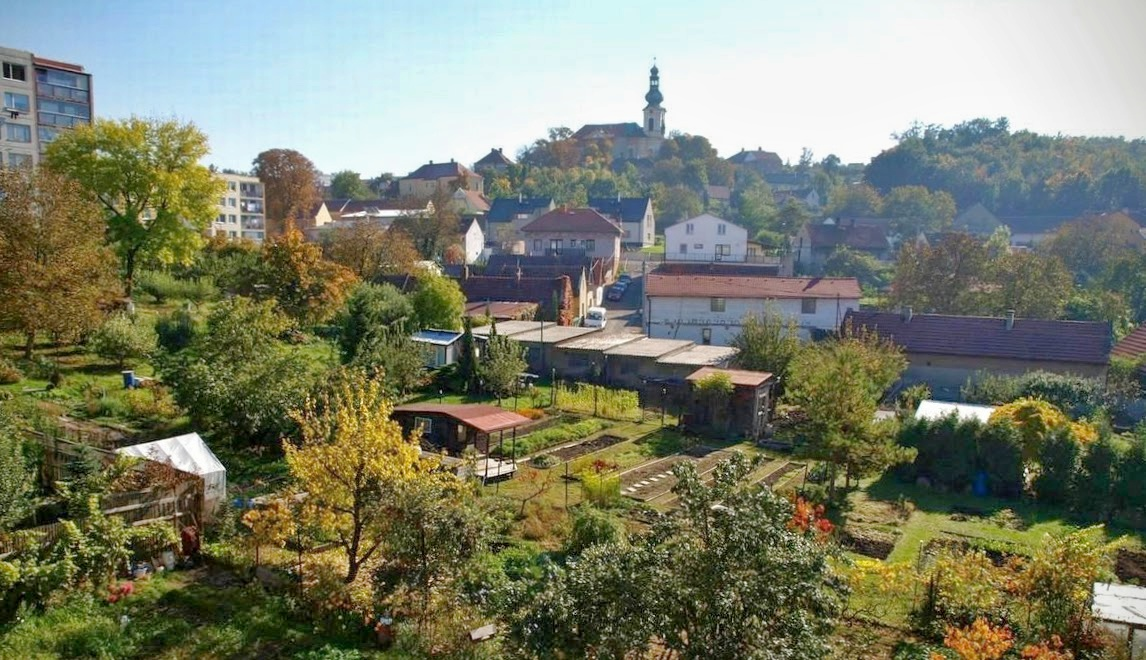
Kostel sv. Klimenta na návrší je dominantou města, patrnou zdaleka

Dříve na tomto místě stával kostelík, který je poprvé zmiňován roku 1352. Není však známo, jakému patronovi byl zasvěcen. V té době obec i kostel patřily svatovítské kapitule Pražského hradu. Podle další zmínky z roku 1642 je patrné, že byl kostel zasvěcen svatému Janu Křtiteli.
Současný kostel byl vystavěn na vyvýšeném místě nad městem v letech 1732-1735 v barokním slohu podle návrhu architekta Kiliána Ignáce Dientzenhofera.
V roce 1864 způsobil blesk požár a věž i střecha kostela shořela. O půl století později byl kostel zvnějšku opraven za finanční podpory majitele odolenského panství Ferdinanda Bloch-Bauera.

## Interiér
Nástěnné a nástropní malby z let 1735–1737 provedl jezuitský malíř Jan Kuben. Jsou to:
- Scény z legendy sv. Klimenta na klenbě hlavní lodi;
- Příchod Svatých tří králů a Zmrtvýchvstání na stěnách příčné lodi;
- Křest Páně a Svatý Jan Křtitel ve štukových rámech na stěnách presbytáře.[3]

Autorství je doloženo k roku 1735 ve farní knize takto A. R. P. Joannes Kuben, sacerdos.
Mezi lety 1985–1988 vytvořil výtvarník Václav Sokol pro tento kostel nový betlém, vyznačující se neobvyklým věžovitým provedením.
Na věži kostela se nachází socha patrona kostela, svatého Klementa.

### Program záchrany architektonického dědictví
V rámci Programu záchrany architektonického dědictví bylo v letech 1995-2014 na opravu památky čerpáno 8 500 000 Kč.
| rok    | 1996  | 1997 | 1998 | 1999 | 2001 | 2002 | 2003 | 2008 | 2009 | 2010 | 2011 |
| ------ | ----- | ---- | ---- | ---- | ---- | ---- | ---- | ---- | ---- | ---- | ---- |
| částka | 1 900 | 800  | 900  | 200  | 900  | 800  | 600  | 850  | 500  | 420  | 630  |